# Westkapelle-Buiten en Sirpoppekerke
Westkapelle-Buiten en Sirpoppekerke is een voormalige gemeente in de Nederlandse provincie Zeeland. De gemeente heeft bestaan tot 1816, waarna het samengevoegd werd met Westkapelle-Binnen tot de nieuwe gemeente Westkapelle.
De gemeente bestond uit de landerijen ten noorden en zuiden van Westkapelle, alsmede het voormalige gehucht Poppekerke. Dit gebied bestond voor de Franse tijd uit de twee ambachtsheerlijkheden Westkapelle-Buiten en Poppekerke.
Volgens Van der Aa's Aardrijkskundig Woordenboek der Nederlanden van 1848 werd er destijds nog onderscheid gemaakt tussen Westkapelle-Binnen en Westkapelle-Buiten en Sirpoppekerke in het kadaster. Ook wordt er gemeld dat de heerlijkheid Westkapelle-Buiten inmiddels samengevoegd was met Westkapelle-Binnen tot één heerlijkheid Westkapelle. De heerlijkheid Poppekerke bleef nog wel zelfstandig. In hoeverre deze herindeling van heerlijkheden nog relevant was is onduidelijk.
De in 1816 gevormde gemeente Westkapelle werd in de 19e eeuw nog wel eens Westkapelle-Binnen-en-Buiten-en-Sir-poppekerke genoemd.
De gemeente Westkapelle ging in 1997 op in de gemeente Veere.